# Laurencekirk
Laurencekirk är en ort i Storbritannien.   Den ligger i kommunen Aberdeenshire och riksdelen Skottland, i den norra delen av landet, 600 km norr om huvudstaden London. Laurencekirk ligger 85 meter över havet och antalet invånare är 1 916.
Terrängen runt Laurencekirk är kuperad österut, men västerut är den platt.  Närmaste större samhälle är Montrose, 14,8 km söder om Laurencekirk. Trakten runt Laurencekirk består till största delen av jordbruksmark.